# District de Sant Ravidas Nagar
Le district Sant Ravidas Nagar hindi : संत रविदास नगर ज़िला est l'un des districts de la division de Mirzapur dans l'État de l'Uttar Pradesh en Inde.

## Description
La capitale du district est la ville de Gyanpur.
La superficie du district est de 1 015 km2 et la population était en 2011 de 1 578 213 habitants.
Le taux d'alphabétisation s'élève à 89.14 %.